# Teylers Eerste Genootschap

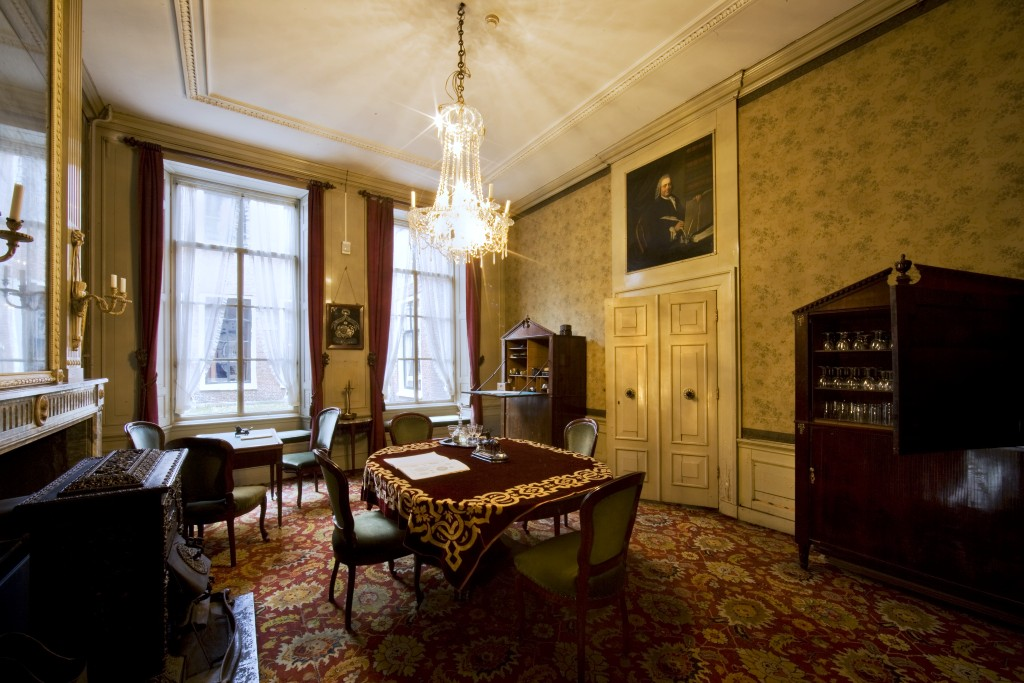
La sala Kleine Herenkamer de Fundatiehuis, on els membres de la societat es troben anualment

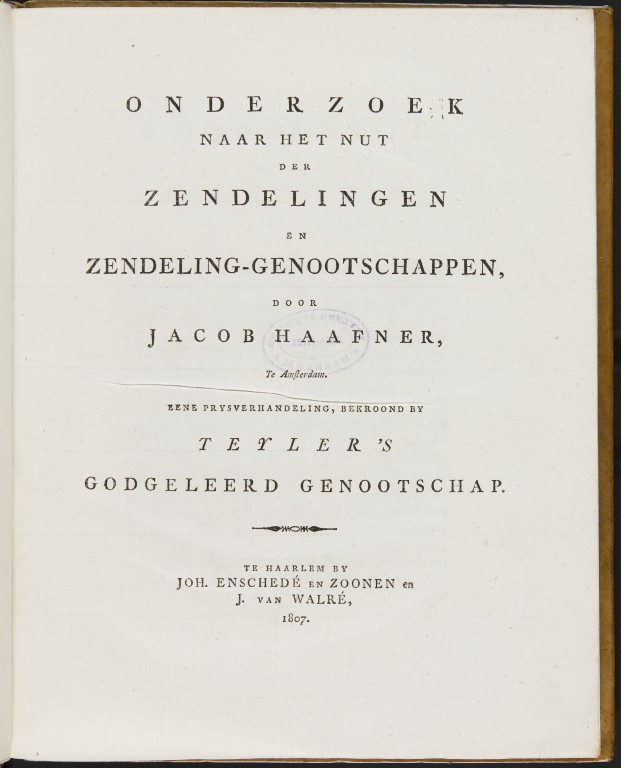
Portada de l'assaig guanyador de Haafner sobre la missió cristiana a Verhandelingen van Teylers Godgeleerd Genootschap XXII (Haarlem, 1807)

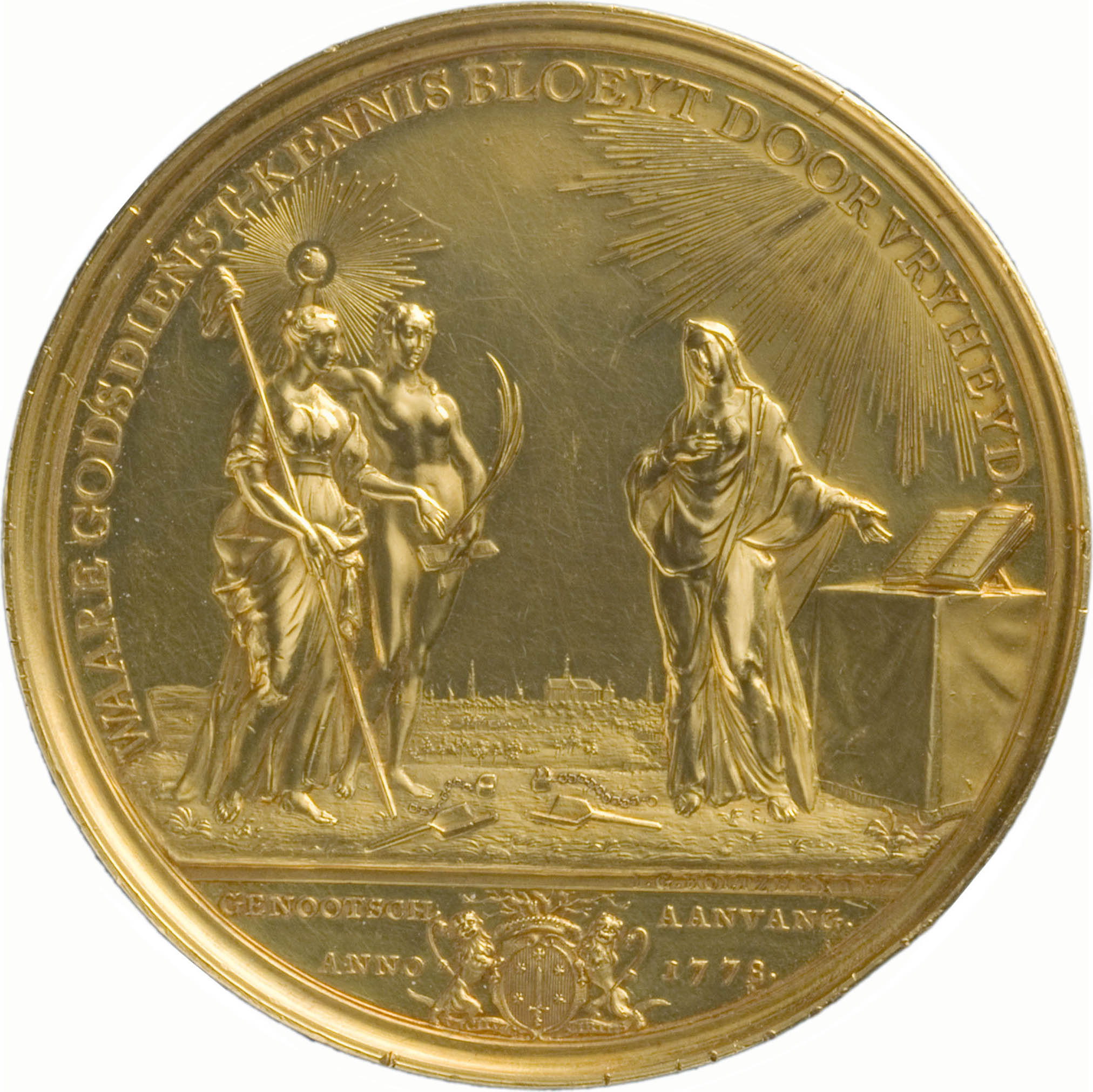
Medalla atorgat el 1784 per la Teylers Eerste Genootschap a William Laurence Brown. Va ser dissenyada el 1778 per Johann Georg Holtzhey, que va gravar el nom dels guanyadors a les medalles. A partir de la seva mort se'n va encarregar la Fundació Teyler, que va continuar dissenyant-les de la mateixa manera.

Teylers Eerste Genootschap (en català literalment, Primera Societat Teyler), també coneguda com a Godgeleerd Genootschap (Societat Teològica), és una de les societats creades per la Fundació Teyler per dur a terme la voluntat del comerciant holandès del segle xviii Pieter Teyler van der Hulst escrita al seu testament, en aquest cas, l'estudi de la religió.

## Història
Fundada el 1778, els primers cinc membres de la societat van ser assignats per Teyler al seu testament: dos predicadors remonstrants i tres predicadors baptistes. Com va estipular, hi havia d'haver sis membres i el sisè membre havia de ser seleccionat pels cinc primers. El primer membre elegit pels altres cinc va ser el baptista Frederik Scheltinga.
L'activitat principal de la societat és reflexionar sobre assumptes teològics i anunciar anualment un dels concurs més ben remunerats en comparació amb altres competicions similars; el premi de l'edició de 1778 va ser de 400 florins neerlandesos. Els premis eren atorgats conjuntament pels membres de la societat i els directors de la fundació.
En el si de la societat es produïren conflictes amb freqüència a causa de les diferents conviccions religioses dels directors i els membres de la societat. Aquestes diferències es van fer especialment visibles l'any 1803, quan Jacob Haafner va presentar un assaig on es qüestionava fins a quin punt els havia dut la missió i què els esperava al futur. Haafner era molt més liberal del que els directors haguessin permès, mentre que els membres del jurat van quedar molt impressionats. Resoldre les diferències els va ocupar dos anys i l'escrit es publicaria només el 1807.
La societat es reuneix anualment a la Kleine Herenkamer (en català, la Petita Sala de Juntes) de l'edifici Fundatiehuis, proper al Museu Teyler. La societat té també una societat germana, Teylers Tweede Genootschap, centrada en l'art i les ciències.

## Concurs d'assaigs
Especialment durant els primers anys, quan les qüestions van ser analitzades menys estrictament, la quantitat d'assaigs enviats va ser elevat a causa del premi ben que s'oferia. Fins al 1796 les respostes s'havien de presentar en llatí, neerlandès o francès, tot i que, a partir de 1796 també es va permetre l'anglès i l'alemany. El nom de l'autor de cada treball presentat només tancat en un sobre segellat, que estava junt amb l'assaig, i només s'obria en cas que la peça guanyés la competició. Tots els altres sobres es cremaven sense obrir i els assaig s'arxivaven anònimament. El guanyador rep una medalla d'or o plata o diners i la seva obra es publicava al Verhandelingen Van Teylers Eerste Genootschap.
L'edició més recent és la de 2011, demanant "recerca sobre la formació i/o canvi de la percepció neerlandesa sobre l'Islam entre els anys 1990 – 2010", el termini del qual acaba el 2014.

## Membres actuals[3]
Actualment els membres de la societat són professors prestigiosos en l'àmbit del cristianisme que treballen a diverses universitats d'arreu dels Països Baixos i professors ajudants en camps com la història del cristianisme i el Nou Testament.
- Alle Hoekema (professor ajudant de la Vrije Universiteit)
- Maarten Menken (professor de la Universitat de Tilburg)
- Ed Noort (professor honorífic de la Universitat de Groningen)
- Ernestine van der Wall (professor de la Universitat de Leiden)
- Herman Beck (professor de la Universitat de Tilburg)
- Victor Kal (professor ajudant de la Universitat d'Amsterdam)